# Burmacader
Burmacader is een geslacht van wantsen uit de familie van de Tingidae (Netwantsen). Het geslacht werd voor het eerst wetenschappelijk beschreven door Heiss & Guilbert in 2013.

## Soorten
Het genus bevat de volgende soorten:

- Burmacader bicoloripennis Souma, Yamamoto & Takahashi, 2021
- Burmacader grandis Heiss & Guilbert, 2021
- Burmacader lativentris Heiss & Guilbert, 2018
- Burmacader multivenosus Heiss & Guilbert, 2013